# Petrova Gora (Chorwacja)
Petrova Gora – wieś w Chorwacji, w żupanii krapińsko-zagorskiej, w gminie Lobor. W 2011 roku liczyła 464 mieszkańców.